# Magalia
Magalia ist ein census-designated place (CDP) im Butte County im US-Bundesstaat Kalifornien, Vereinigte Staaten.,Das U.S. Census Bureau hat bei der Volkszählung 2020 eine Einwohnerzahl von 7.795 ermittelt. Das Gebiet hat eine Größe von 36,5 km².